# HD 130322 b
HD 130322 b是一顆質量下限稍高於木星的太陽系外行星。它與母恆星的距離只有水星和太陽距離的四分之一，因此被歸類為熱木星。該行星公轉週期只有10日17小時，軌道極為接近圓形。

## 外部連結
- . Exoplanets.   [2013-03-09]. （原始内容存档于2012-02-19）.